# Белдам, Рой
Сэр Александр Рой Асплин Белдам, PC (англ. Alexander Roy Asplin Beldam; 29 марта 1925 — 16 октября 2020) — британский судья, занимавший должность лорда апелляционного судьи в Англии и Уэльсе с 1989 по 2000 год.

## Биография
Александр Рой Асплин Белдам родился 29 марта 1925 года. После учёбы в школе Аундл служил в военно- воздушных силах Королевского флота, был пилотом Grumman Avengers на британском Тихоокеанском флоте.
В 1950 году его пригласили в коллегию адвокатов, а в 1969 году он стал королевским адвокатом. После назначения регистратором в 1972 году он был назначен судьей Высокого суда в 1981 году, за что был возведен в рыцари. В 1989 году он был переведен в Апелляционный суд Англии и Уэльса, где проработал до выхода на пенсию в 2000 году. Стал членом Тайного совета в 1989 году. Он также работал в качестве юрисконсульта в Генеральном медицинском совете с 1976 по 1981 год и в качестве председателя юридической комиссии с 1985 по 1989 год.
Он также был Бенчером (судьей) Внутреннего Храма (Inner Temple).
Его дочь Александра Белдам была приглашена в коллегию адвокатов в 1981 году и с 5 ноября 2018 года являлась регистратором по рассмотрению апелляций по уголовным делам, главой Королевского офиса и Королевским Коронером.
Скончался 16 октября 2020 года в возрасте 95 лет.